# Barbara Bawoł
Barbara Bawoł est une ancienne joueuse polonaise de volley-ball, née le 28 mai 1986 à Kędzierzyn-Koźle. Elle mesure 1,78 m et jouait au poste de réceptionneuse-attaquante. Elle a mis un terme à sa carrière de volleyeuse professionnelle en 2015.

## Clubs
| Club                             | De        | À         |
| -------------------------------- | --------- | --------- |
| ASPS Opole                       |           | 2007-2008 |
| Mosir/Sokół Silesia Volley       | 2008-2009 | 2009-2010 |
| LTS Legionovia Legionowo         | 2010-2011 | 2012-2013 |
| AZS KSZO Ostrowiec Świętokrzyski | 2013-2014 | 2014-2015 |